# Cyathea nodulifera
Cyathea nodulifera är en ormbunkeart som beskrevs av Robbin C. Moran. Cyathea nodulifera ingår i släktet Cyathea och familjen Cyatheaceae. Inga underarter finns listade.